# Northeast megalopolis

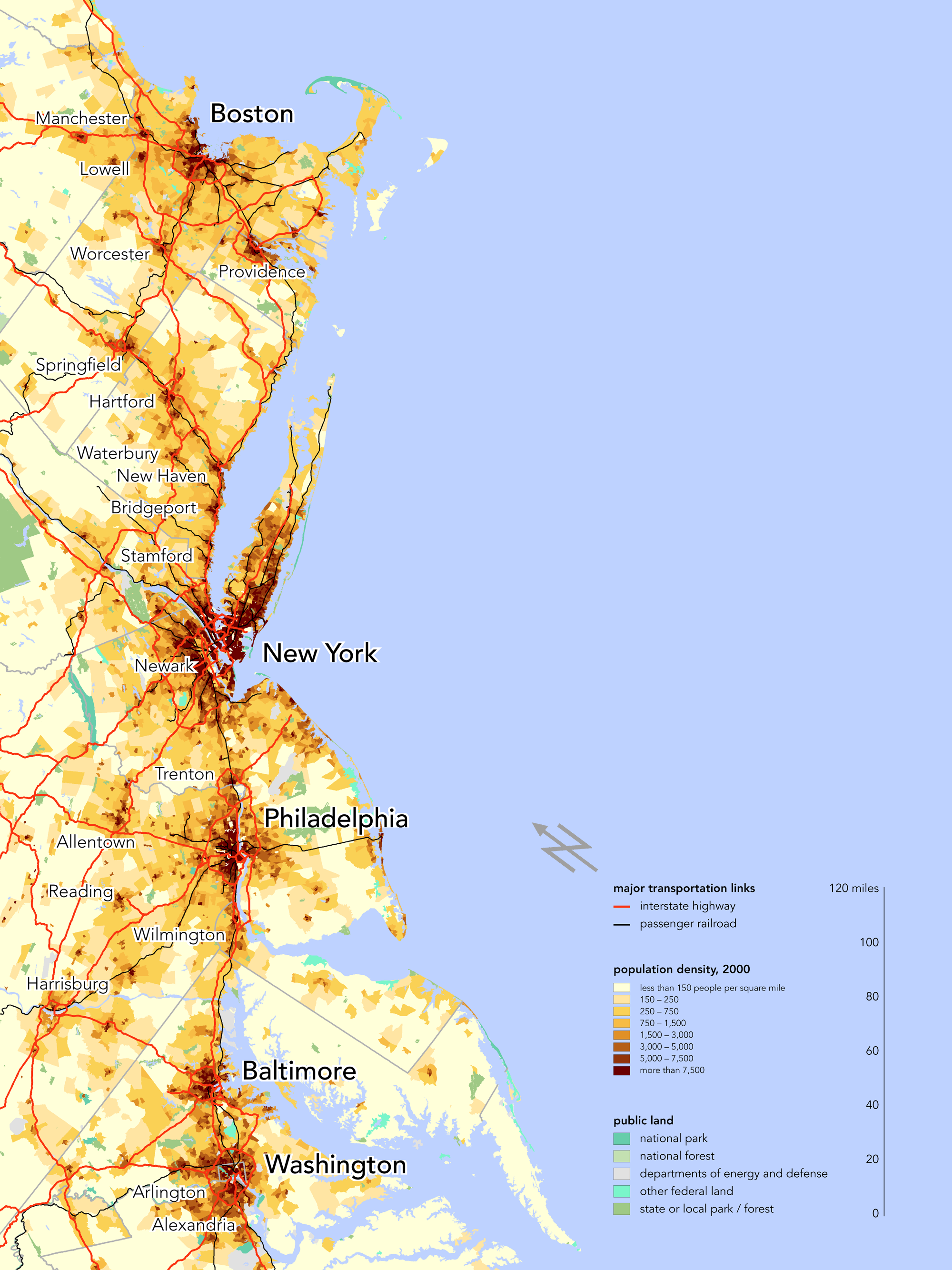
Siêu đô thị Đông Bắc dọc theo bờ bắc Đại Tây Dương của Hoa Kỳ

Northeast megalopolis (Đô thị khổng lồ Tây Bắc) hay Siêu đô thị Boston-Washington là khu vực đô thị hóa rất cao của Hoa Kỳ trải dài từ các vùng ngoại ô phía nam Washington, DC để các vùng ngoại ô phía Bắc của Boston, Massachusetts. Tại thời điểm năm 2000, khu vực này có dân số 49,6 triệu người, chiếm khoảng 17% của dân số Hoa Kỳ và chiếm khoảng 2% diện tích đất của Hoa Kỳ, với mật độ dân số 931,3 người mỗi dặm vuông (359,6 người/km²), so với mật độ trung bình tại Mỹ là 80,5 người/mi2 (31 người/km²). Theo dự báo của dự án America 2050, siêu đô thị này sẽ có dân số lên đến 58,1 triệu người vào năm 2025. Nhà địa lý học Pháp Jean Gottmann đặt ra thuật ngữ "Siêu đô thị" để mô tả một khu vực đô thị lớn, trong Megalopolis: The Urbanized Northeastern Seaboard of the United States, nghiên cứu của ông mang về khu vực. Kết luận của ông là các thành phố trực thuộc có trong khu vực, đặc biệt là Washington, D.C., Baltimore, Philadelphia, New York City, và Boston, trong khi độc lập và riêng biệt, độc đáo gắn liền với nhau thông qua các khu ngoại ô liên hoàn, vai trò một số cách như là một siêu hợp nhất thành phố: một siêu đô thị. Kể từ khi xuất bản cuốn sách Gottmann, khái niệm đã trở nên nổi tiếng ở cả hai phương tiện truyền thông phổ biến và học tập.